# Jeździec bez głowy (film 1999)
Jeździec bez głowy (ang. Sleepy Hollow) – niemiecko-amerykański film wyreżyserowany przez Tima Burtona, którego scenariusz jest oparty na opowiadaniu Washingtona Irvinga – Legenda o Sennej Kotlinie.

## Opis fabuły
Horror opowiada historię Ichaboda Crane'a, młodego policjanta (w opowiadaniu Irvinga Crane jest nauczycielem), który przybył do Sleepy Hollow w celu rozwiązania sprawy kilku morderstw, które, jak twierdzą mieszkający w miasteczku ludzie, są popełniane przez Jeźdźca Bez Głowy.
Crane nie wierzy w siły nadprzyrodzone i postanawia udowodnić swoje racje mieszkańcom, a co więcej – odkryć, kto jest owym mordercą. W niedługim czasie przekonuje się jednak, że w opowieściach ludności Sleepy Hollow jest sporo prawdy.

## Obsada
- Johnny Depp – Ichabod Crane
- Christina Ricci – Katrina Van Tassel
- Michael Gambon – Baltus Van Tassel
- Miranda Richardson – Lady Van Tassel / Wiedźma
- Jeffrey Jones – Wielebny Steenwyck
- Ian McDiarmid – Doktor Lancaster
- Michael Gough – Notariusz Hardenbrook
- Richard Griffiths – Urzędnik Phillipse
- Marc Pickering – Młody Masbath
- Casper Van Dien – Brom Van Brunt
- Christopher Walken – Jeździec bez głowy
- Christopher Lee – Burmistrz
- Lisa Marie – Lady Crane
- Peter Guinness – Lord Crane
- Steven Waddington – Killian
- Claire Skinner – Beth Killian
- Martin Landau – Peter Van Garrett
- Mark Spalding – Jonathan Masbath

## Opinie
Sklasyfikowany jako jeden z dziesięciu najlepszych filmów o tematyce halloweenowej przez serwis AZN.pl.